# برادی‌کاردی سینوسی
برادی‌کاردی سینوسی یک ریتم سینوسی با کاهش سرعت تخلیه الکتریکی از گره سینوسی-دهلیزی است که منجر به برادی‌کاردی، که ضربان قلب کمتر از محدوده طبیعی (۶۰ تا ۱۰۰ ضربان در دقیقه برای انسان بالغ) می‌شود.

## علائم و نشانه‌ها
کاهش ضربان قلب می‌تواند باعث کاهش برون‌دهی قلبی و در نتیجه علائمی مانند سبکی سر، سرگیجه، افت فشار خون، سرگیجه و سنکوپ شود. ضربان قلب آهسته ممکن است منجر به ریتم‌های نابجای دهلیزی، جانکشنال یا بطنی شود.
برادی‌کاردی لزوماً مشکل ساز نیست. افرادی که ورزش می‌کنند ممکن است برادی کاردی سینوسی داشته باشند، زیرا قلب تمرین کرده آنها می‌تواند خون کافی را در هر انقباض پمپ کند تا ضربان قلب در حالت استراحت پایین باشد. برادی‌کاردی سینوسی نیز می‌تواند یک مزیت تطبیقی باشد. برای مثال، فوک‌های غواص ممکن است ضربان قلبشان به ۱۲ ضربان در دقیقه برسد، که به آنها کمک می‌کند تا در طول غواصی طولانی اکسیژن را حفظ کنند.
برادی‌کاردی سینوسی یک بیماری شایع است که هم در افراد سالم و هم در ورزشکارانی که با شرایط خوب در نظر گرفته می‌شوند، دیده می‌شود.
تعداد ضربان قلب برادی‌کاردیک در نظر گرفته شده بر اساس گونه متفاوت است. به عنوان مثال، در گربه خانگی، نرخ زیر ۱۲۰ ضربه در دقیقه غیرطبیعی است. به‌طور کلی، گونه‌های کوچکتر دارای نرخ بالاتر و گونه‌های بزرگتر نرخ کمتری دارند.

## پاتوفیزیولوژی و سبب‌شناسی

نوار ریتم برادی‌کاردی سینوسی با ۵۰ ضربان در دقیقه

- برادی‌کاردی سینوسی معمولاً در افراد سالم و ورزشکاران در غیاب بیماری‌ها یا شرایط پاتوفیزیولوژیک دیده می‌شود.
- عوامل یا علل مختلف می‌تواند منجر به اختلال در عملکرد گره سینوسی شود و باعث بدشکلی یا طولانی شدن تکانه آن شود.
- از نظر بیماری‌های پاتوفیزیولوژیک، ریتم سینوسی ممکن است ناشی از موارد زیر باشد:
  - بیماری‌ها / شرایط:
    - انفارکتوس حاد میوکارد، رفلکس سینوس کاروتید، اختلالات خوردن (مانند بی‌اشتهایی عصبی)، مسمومیت با رودوتوکسین، هیپوترمی، کم‌کاری تیروئید ، عفونت‌ها (مانند دیفتری، تب روماتیسمی حاد، یا میوکاردیت ویروسی)، سندروم سینوسی درونی سندرم رومهلد، آپنه خواب

  - علل فیزیولوژیکی:
    - افزایش تون واگ، افزایش فشار دورن‌جمجمه‌ای

  - داروها، معمولاً: گلیکوزیدهای دیژیتال، بتا بلوکرها، کینیدین، آدنوزین، مسدودکننده‌های کانال کلسیم، داروهای ضد آریتمی کلاس I، ایوابرادین، کلونیدین، رزرپین، سایمتیدین، لیتیوم، آمی‌تریپتیلین

## تشخیص
تشخیص برادی‌کاردی سینوسی را می‌توان با الکتروکاردیوگرام که ویژگی‌های زیر را نشان می‌دهد تأیید کرد:
- میزان: تعداد ضربان کمتر از ۶۰ در دقیقه.
- ریتم: منظم.
- امواج P: از نظر مورفولوژی و مدت زمان عمودی، ثابت و نرمال.
- فاصله PR: بین ۰٫۱۲ و ۰٫۲۰ ثانیه در مدت دوره.
- کمپلکس QRS: عرض کمتر از ۰٫۱۲ ثانیه و از نظر مورفولوژی سازگار.[۷]

گرفتن تاریخچه پزشکی کامل و معاینه فیزیکی توسط ارائه دهندگان مراقبت‌های بهداشتی نیز می‌تواند به محدود کردن تشخیص افتراقی کمک کند. هرگونه تغییر در تاریخچه دارویی اخیر بیمار، علائم جدید مانند درد قفسه سینه، تنگی نفس و تپش قلب، سابقه خانوادگی برادی‌کاردی سینوسی، معاینه فیزیکی که نشان دهنده سیانوز، ادم محیطی، تغییر وضعیت ذهنی، تنگی نفس، سمع رال و کراکل است، همه اطلاعات مرتبطی هستند که باید برای تشخیص افتراقی در نظر گرفته شوند.